# Nephodia albicans
Nephodia albicans là một loài bướm đêm trong họ Geometridae.